# Lycophotia meridionalis
Lycophotia meridionalis är en fjärilsart som beskrevs av Franz Dannehl 1933. Lycophotia meridionalis ingår i släktet Lycophotia och familjen nattflyn. Inga underarter finns listade i Catalogue of Life.